# Брезинский, Стефан
Проф. д-р Стефан Христов Брезинский (болг. Стефан Христов Брезински) – болгарский языковед. Многолетний преподаватель Софийского университета им. Св. Климента Охридского, автор 14 книг.

## Биография
Родился 9 января 1932 в г. Златарица, Великотырновской области. Получил высшее образование в Софийском государственном университете по специальности "Болгарская филология". С 1973 г. – доцент, с 1984 г. – профессор кафедры болгарского языка факультета славянской филологии Софийского университета.
Член Союза журналистов Болгарии.
В течение многих лет заведовал рубрикой по вопросам языка в газете „Труд“, а с 2012 г . - в газетах „Преса“ и „Дума“. В них затрагивались проблемы из области орфографии,, а также вопросы фонетики, морфологии, синтаксиса, лексикологии, психо- и социолингвистики, этимологии, фразеологии, исторической грамматики, диалектологии и стилистики. Наряду с проф. В. Мурдаровым, ведущим на телевидении передачу, посвящённую лингвистической проблематике, Ст. Брезинский является одним из немногих популярных в широких кругах болгарских языковедов.
Последние годы жизни провёл в Ново-Село.
Умер 11 января 2018 г.